# Air Japan
Air Japan Co., Ltd. (japanisch 株式会社エアージャパン Kabushiki-gaisha Eā Japan) ist eine japanische Fluggesellschaft mit Sitz in Ōta,  die internationale Linien-, Fracht- und Charterflüge anbietet. Sie ist ein Tochterunternehmen der All Nippon Airways.

## Geschichte
Air Japan wurde 1990 als World Air Network (ワールドエアーネットワーク, Wārudo Eā Nettowāku) gegründet und 2000 in Air Japan umbenannt.
Am 1. Juli 2010 fusionierte das Unternehmen mit ANA & JP Express.

## Flugziele

### Passagierflüge
Air Japan bietet vom Flughafen Tokio-Narita  aus täglich unter dem eigenen IATA-Code „NQ“ einen Flug nach Honolulu an. Darüber hinaus werden im Auftrag der ANA vor allem Ziele in Süd- und Ostasien angeflogen. Die Passagierflugzeuge werden von ANA zur Verfügung gestellt (Dry-Lease).

### Frachtflüge
Mit Frachtflugzeugen fliegt Air Japan unter eigenem IATA-Code von Tokio-Narita und Naha nach Incheon. Darüber hinaus  werden im Auftrag der ANA Cargo von Tokio-Narita, Tokio-Haneda und Naha aus Ziele in Süd- und Ostasien angeflogen.

## Flotte

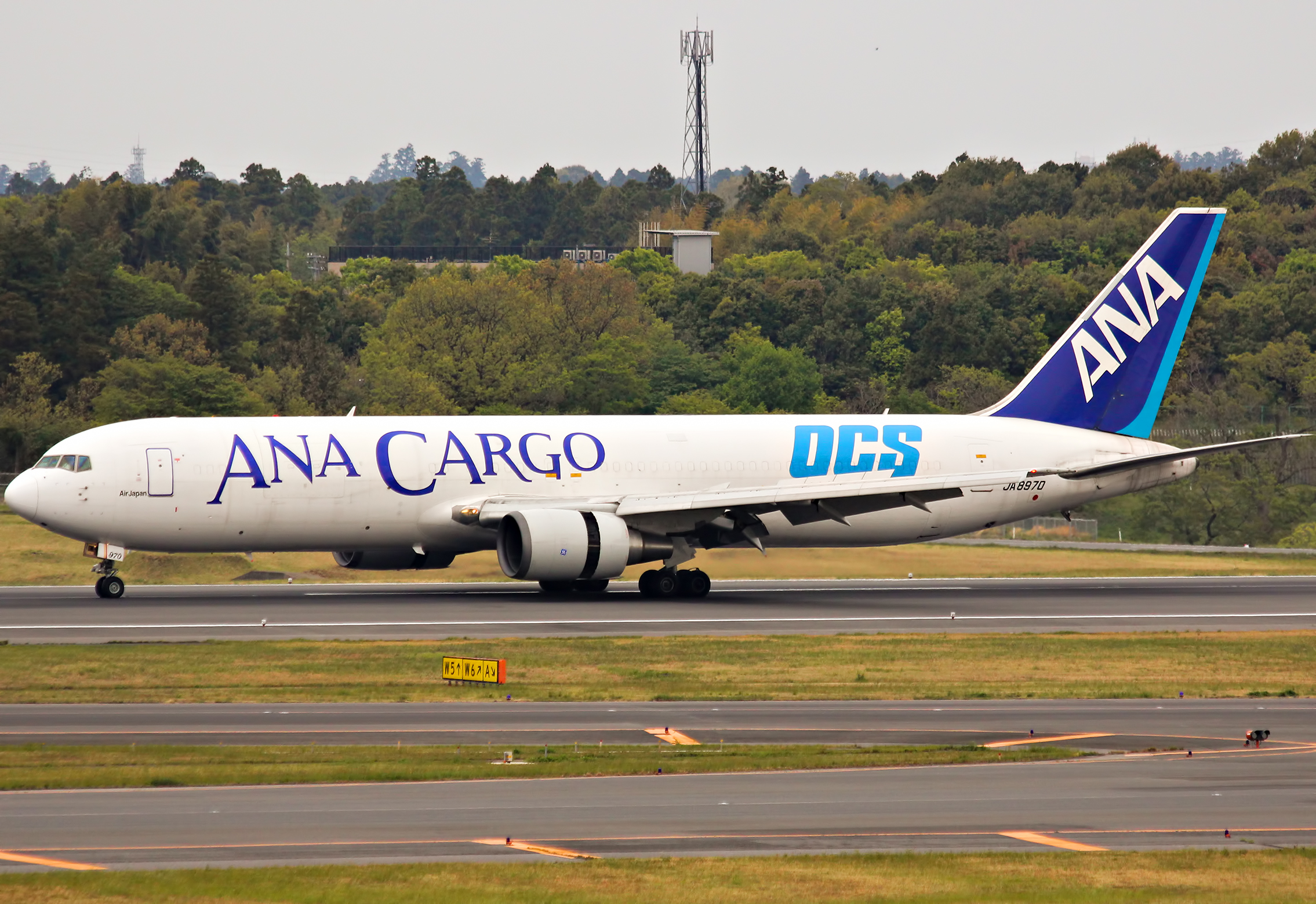
Die Boeing 767-300ERF der Air Japan in alter Lackierung

### Aktuelle Flotte
Mit Stand Dezember 2024 besteht die Flotte der Air Japan aus 78 Flugzeugen mit einem Durchschnittsalter von 9,1 Jahren:
| Flugzeugtyp   | Anzahl | bestellt | Anmerkungen | Sitzplätze (Business/Eco+/Eco)                              | Durchschnittsalter (Dezember 2024) |
| ------------- | ------ | -------- | ----------- | ----------------------------------------------------------- | ---------------------------------- |
| Boeing 787-8  | 36     |          |             | 184 (32/14/138) 240 (42/-/198) 324 (-/-/324) 335 (12/-/323) | 11,6 Jahre                         |
| Boeing 787-9  | 39     |          |             | 246 (40/14/192) 215 (48/21/146)                             | 7,2 Jahre                          |
| Boeing 787-10 | 03     |          |             | 294 (38/21/235)                                             | 5,1 Jahre                          |
| Gesamt        | 78     | –        |             |                                                             | 9,1 Jahre                          |

Die gesamte Flotte wird für All Nippon Airways betrieben.

### Ehemalige Flugzeugtypen
In der Vergangenheit setzte Air Japan bereits folgende Flugzeugtypen ein:
- Boeing 767-300ER
- Boeing 767-300ERF